# 글라소
글라소(Glacéau) 또는 에너지 브랜즈(Energy Brands)는 코카콜라의 자회사로, 뉴욕 퀸스 화이트 스톤에 본사를 두고 있다. 음료수 비타민 워터(Vitamin Water)를 판매하고 있다.